# Ronde van Italië 2019/Eindstanden
Dit zijn de eindstanden van de Ronde van Italië 2019.

## Algemeen klassement
| Algemeen klassement |                    |                                |           |
| Plaats              | Naam               | Ploeg                          | Tijd      |
| Roze trui           | Richard Carapaz    | Movistar Team                  | 90u01'47" |
| 2                   | Vincenzo Nibali    | Bahrain-Merida                 | + 1'05"   |
| 3                   | Primož Roglič      | Team Jumbo-Visma               | + 2'30"   |
| 4                   | Mikel Landa        | Movistar Team                  | + 2'38"   |
| 5                   | Bauke Mollema      | Trek-Segafredo                 | + 5'43"   |
| 6                   | Rafał Majka        | BORA-hansgrohe                 | + 6'56"   |
| 7                   | Miguel Ángel López | Astana Pro Team                | + 7'26"   |
| 8                   | Simon Yates        | Mitchelton-Scott               | + 7'49"   |
| 9                   | Pavel Sivakov      | Team INEOS                     | + 8'56"   |
| 10                  | Ilnoer Zakarin     | Team Katjoesja Alpecin         | + 12'14"  |
| 11                  | Hugh Carthy        | EF Education First Pro Cycling | + 16'36"  |
| 12                  | Joe Dombrowski     | EF Education First Pro Cycling | + 20'12"  |
| 13                  | Valentin Madouas   | Groupama-FDJ                   | + 21'59"  |
| 14                  | Jan Polanc         | UAE Team Emirates              | + 22'38"  |
| 15                  | Davide Formolo     | BORA-hansgrohe                 | z.t.      |
| 16                  | Giulio Ciccone     | Trek-Segafredo                 | + 27'19"  |
| 17                  | Mikel Nieve        | Mitchelton-Scott               | + 27'46"  |
| 18                  | Tanel Kangert      | EF Education First Pro Cycling | + 30'11"  |
| 19                  | Domenico Pozzovivo | Bahrain-Merida                 | + 33'40"  |
| 20                  | Fausto Masnada     | Androni Giocattoli-Sidermec    | + 34'52"  |

## Puntenklassement
| Puntenklassement |                  |                             |        |
| Plaats           | Naam             | Ploeg                       | punten |
| Paarse trui      | Pascal Ackermann | BORA-hansgrohe              | 226    |
| 2                | Arnaud Démare    | Groupama-FDJ                | 213    |
| 3                | Damiano Cima     | Nippo-Vini Fantini          | 104    |
| 4                | Fausto Masnada   | Androni Giocattoli-Sidermec | 93     |
| 5                | Richard Carapaz  | Movistar Team               | 90     |
| 6                | Davide Cimolai   | Israel Cycling Academy      | 60     |
| 7                | Mirco Maestri    | Bardiani CSF                | 54     |
| 8                | Vincenzo Nibali  | Bahrain-Merida              | 51     |
| 9                | Primož Roglič    | Team Jumbo-Visma            | 50     |
| 10               | Peio Bilbao      | Astana Pro Team             | 48     |

## Bergklassement
| Bergklassement |                    |                             |        |
| Plaats         | Naam               | Ploeg                       | punten |
| Blauwe trui    | Giulio Ciccone     | Trek-Segafredo              | 267    |
| 2              | Fausto Masnada     | Androni Giocattoli-Sidermec | 115    |
| 3              | Damiano Caruso     | Bahrain-Merida              | 86     |
| 4              | Richard Carapaz    | Movistar Team               | 75     |
| 5              | Mikel Nieve        | Mitchelton-Scott            | 68     |
| 6              | Ilnoer Zakarin     | Team Katjoesja Alpecin      | 54     |
| 7              | Mattia Cattaneo    | Androni Giocattoli-Sidermec | 53     |
| 8              | Peio Bilbao        | Astana Pro Team             | 46     |
| 9              | Mikel Landa        | Movistar Team               | 42     |
| 10             | Gianluca Brambilla | Trek-Segafredo              | 40     |

## Jongerenklassement
| Jongerenklassement |                    |                                |            |
| Plaats             | Naam               | Ploeg                          | tijd       |
| Witte trui         | Miguel Ángel López | Astana Pro Team                | 90u09'13"  |
| 2                  | Pavel Sivakov      | Team INEOS                     | + 1'30"    |
| 3                  | Hugh Carthy        | EF Education First Pro Cycling | + 9'10"    |
| 4                  | Valentin Madouas   | Groupama-FDJ                   | + 14'33"   |
| 5                  | Giulio Ciccone     | Trek-Segafredo                 | + 19'53"   |
| 6                  | Eddie Dunbar       | Team INEOS                     | + 35'00"   |
| 7                  | Lucas Hamilton     | Mitchelton-Scott               | + 57'05"   |
| 8                  | Ben O'Connor       | Team Dimension Data            | + 1u10'23" |
| 9                  | Chris Hamilton     | Team Sunweb                    | + 1u16'36" |
| 10                 | Jai Hindley        | Team Sunweb                    | + 1u20'43" |